# Президент Української Народної Республіки в екзилі
Президент Української Народної Республіки в екзилі — колишня офіційна посада українського уряду у вигнанні після Другої світової війни. Посада була реорганізована з посади голови директорії України.
10 липня 1948 року ухвалено «Тимчасовий закон про реорганізацію Державного Центру Української Народної Республіки в екзилі», який був скоординований поміж різними українськими політичними організаціями. Андрій Лівицький, який був головою Директорії, погоджений Українською Національною Радою як президент Української Народної Республіки в екзилі. З 1948 по 1992 рік було чотири президенти УНР у вигнанні. 15 березня 1992 року 10-та позачергова сесія Української Національної Ради прийняла резолюцію «Про передачу повноважень Державного центру УНР в екзилі державній владі в Києві і припинення роботи Державного центру УНР в екзилі». Останній президент Микола Плав'юк офіційно передав його президентські клейноди й повноваження новообраному Президенту України Леоніду Кравчуку, чим фактично засвідчив спадковість інституції.
Президент мав бути обраний або підтверджений Українською Національною Радою. Він мав право брати участь у засіданнях Української Національної Ради та її президії, представляти Державний центр УНР в екзилі на зовнішніх відносинах, призначати голову уряду й, за пропозицією якого, членів уряду. У виняткових випадках Президент міг розпустити Українську Національну Раду за поданням уряду. Уряд УНР був відповідальним і підзвітним як Президенту, так і Раді. Всі президенти за винятком останнього носили титул пожиттєво.
Уряд УНР в екзилі також мав посаду віцепрезидента.

## Перелік президентів
УСДРП
      УНДО
      УНДС
      ОУН
      Незалежний / Безпартійний
| # | Президент | Президент                     | Обрано (подія) | Обійняв посаду  | Полишив посаду | |
| - | --------- | ----------------------------- | -------------- | --------------- | -------------- | --- |
| 1 |           | Андрій Лівицький (1879–1954)  | Аугсбург       | 10 липня 1948   | 17 січня 1954  | обійняв посаду після того, як був головою директорії (1926–1948) 1948 року провів реформу Державного Центру УНР у вигнанні, та створив посаду Президента УНР, замінивши посаду Головного отамана, намагався підтримувати зв'язки із УПА в Україні. |
| 2 |           | Степан Витвицький (1884–1965) | Мюнхен         | березень 1954   | 9 жовтня 1965  | Походив із аристократичної родини в Галичині, входив до політичної партії УНДО, після смерті А.Лівицького обраний Українською Національною Радою Президентом УНР.                                                                                  |
| 3 |           | Микола Лівицький (1907–1989)  | Мюнхен         | 22 березня 1967 | 8 грудня 1989  | Син Андрія Лівицького, після свого обрання 1967 року, провів реформу Української Національної Ради, та намагався концентрувати всю повноту влади у своїх руках, через це отримав характеристику сучасників як «диктатор в екзилі»                  |
| 4 |           | Микола Плав'юк (1925–2012)    |                | 8 грудня 1989   | 22 серпня 1992 | передав президентські повноваження й клейноди Леоніду Кравчуку (Президент України) |

## Президентські династії
Один раз в історії УНР, трапився прецедент, з президентською династією.
- Микола Лівицький, син 1-го Президента УНР Андрія Лівицького.